# Anomala pilosipennis
Anomala pilosipennis är en skalbaggsart som beskrevs av Ohaus 1897. Anomala pilosipennis ingår i släktet Anomala och familjen Rutelidae. Inga underarter finns listade i Catalogue of Life.